# Galaxfilament
Ett galaxfilament, även kallat galaxmur och superhopkomplex, består av ett stort antal gravitationellt bundna galaxer och är (tillsammans med stora kvasargrupper) de största kända strukturerna i universum. Galaxfilamenten bildar enorma trådliknande formationer med en typisk längd på 50 till 80 megaparsec (Vintergatan är cirka 0,03 megaparsec stor) och utgör väggar mellan stora tomma regioner i universum, så kallade tomrum.
Galaxfilamentet Stora muren Herkules - Norra kronan upptäcktes i november 2013 och är den största kända strukturen i universum, med en längd på över 10 miljarder ljusår (drygt 3 000 megaparsec).

## Kända galaxfilament och murar
- Stora muren Herkules - Norra kronan
- Stora Sloanmuren
- Comamuren
- Pisces–Cetus superhopkomplex